# My Way or the Highway to Heaven
«My Way or the Highway to Heaven» (укр. «Мій шлях або шосе до неба») — третя серія тридцятого сезону мультсеріалу «Сімпсони», прем'єра якої відбулась 14 жовтня 2018 року у США на телеканалі «Fox».

## Сюжет
В раю Бог і Святий Петро сидять на дивані і розмірковують про те, хто саме з людей заслуговує потрапити на небеса. Вони дивляться на те, як Нед Фландерс веде урок у недільній школі: «Хто потрапить у рай?», а діти уявляють собі, як вони вмирають і потрапляють до раю. Нед говорить їм, що єдиний шлях до неба — ніколи не відхилятися від шляху праведності. Нед, Мардж і Ліса розповідають історії про релігійні розбіжності християн, атеїстів і буддистів…

### Історія Фландерса (християнство)
Нед Фландерс згадує нерелігійне бібопське виховання батьків-бітників, і його подальший слід «розпусних» робіт, допоки він не почав займатися продажами батутів «від дверей до дверей».
Завдяки трансляції висадки на Місяць по телевізору 1971 року, де космонавти Аполлона-14 космонавтів, «підстрибують» на Місяці, збільшують продажі. Він пишається своїм успіхом, поки інший продавець (Ґіл) не каже йому, що батути — смертельні, а з кожним відскоком формується певний статичний заряд, і 500-й відскік уб'є дитину. Нед обіцяє врятувати тоді молодого Гомера Сімпсона, який має намір перевершити «бар'єр у 500 віскоків» та увійти до «Книги світових рекордів Кнура». Під час 500-го стрибка Гомера, Нед кидається і відштовхує хлопчика від дороги і піддаєтьсядії електричному струму. Йому ввижається стилізований хіпі, Ісус, що пропонує йому можливість знову жити, якщо він стане християнином. Він прокидається «відродженим» на своєму лікарняному ліжку зі «знаком Божого милосердя», постійним шрамом, прихованим вусами.

### Історія Мардж (атеїзм)
Мардж Сімпсон розповідає історію своєї бабусі-атеїстки Женев'єви Був'є, яка, за її словами, жила в окупованій нацистами Франції.
У 1944 році під час Другої світової війни вона керувала однойменним кафе «Мо» з її чоловіком Мо, нацистським співробітником. У той час як самопроголошена зрада підставляє нацистського коменданта і оточення його офіцерів, Женев'єва спускається в обширний льох, щоб приготувати обід для офіцерів. Там вона виявляє американських десантників, яких вона маскує під офіціантів підвальної їдальні. Під час прийому один з солдатів США помилково розкриває план висадки в Нормандії. Щоб перешкодити нацистам, попередити інших, солдати США співають «Марсельєзу», національний гімн Франції, який спонукає відвідувачів кафе встати і приєднатися до блокування виходу нацистів. Женев'єва і Мо очолюють вбивство нацистських офіцерів, доводячи тим самим точку зору Мардж, що атеїсти також можуть здійснювати великі справи.
На небесах Бог погоджується відкрити небеса атеїстам.

### Історія Ліси (буддизм)
На небі ще Бога і святого Петро відвідує Будда, який спонукає їх відкрити небо іншим конфесіям. У класі недільної школи Ліса Сімпсон розповідає, що крім спокути і добрих справ, є шлях просвітління. Вона ділиться своєю історією…
У Лумбіні, штат Непал, у VI столітті до нашої ери (у нульовому році за буддистським календарем), розбещена принцеса Сіддмартха (Ліса) — постійно незадоволена, незважаючи на те, що їй ні у чому не відмовляють. Вона шукала середнє між достатком і занепадом. Для цього вона, переодягнена в бідного хлопчика, лишає палац. У пошуках просвітлення вона відправляється в Катманду, але розчаровано знаходить університет і партійну школу. Не маючи ідей, вона вирішує замість цього просто сидіти під деревом Бодгі, допоки не просвітиться, що зрештою і відбулося…
На небі Бог погоджується, що всім добрим душам раді у раю. Небо вмить стає переповнене, включно із шокованим містером Бернсом, якого впустили як запрошеного гостя Вейлона Смізерса. Бернс вимагає потрапити туди пізніше, за власні заслуги, і Смізерс йде за ним.

## Ставлення критиків і глядачів
Під час прем'єри серію переглянули 2,51 млн осіб з рейтингом 1.0, що зробило її найпопулярнішим шоу на каналі «Fox» тієї ночі.
Денніс Перкінс з «The A.V. Club» дав серії оцінку B-, сказавши, висновок із серії — це «це рішуче низькі ставки, що, тим не менш, не обходиться без чарівності».
Тоні Сокол з «Den of Geek» дав серії три з половиною з п'яти зірок, сказавши, що «серія була зафарбована занадто яскраво».
Згідно з голосуванням на сайті The NoHomers Club більшість фанатів оцінили серію на 3/5 із середньою оцінкою 3,12/5.